# ماريان كوهن (رسامة)
ماريان كوهن (بالألمانية: Marianne Kühn)‏ هي رسامة ألمانية، ولدت في 17 نوفمبر 1914 في كولونيا في ألمانيا، وتوفيت في 13 يونيو 2005.